# Giro d’Italia 1933

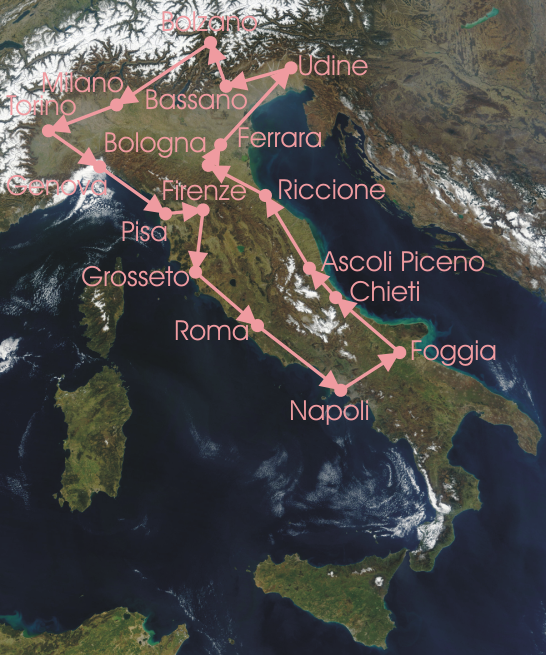
Streckenverlauf des Giro

Der 21. Giro d’Italia fand vom 6. Mai bis 28. Mai 1933 statt.
Das Radrennen bestand aus 17 Etappen mit einer Gesamtlänge von 3.343 Kilometern. Von 97 Teilnehmern erreichten 51 das Ziel. Alfredo Binda errang den Giro-Sieg vor Jeff Demuysere, die Mannschaftswertung gewann das Team Legnano. Die erstmals ausgetragene Bergwertung gewann ebenso wie das erste Zeitfahren des Giro der Gesamtsieger Alfredo Binda.

## Etappen
| Etappe | Von                | Nach               | km  | Etappensieger  | Land               |
| ------ | ------------------ | ------------------ | --- | -------------- | ------------------ |
| 1      | Mailand            | Turin              | 169 | Learco Guerra  | Königreich Italien |
| 2      | Turin              | Genua              | 216 | Alfredo Binda  | Königreich Italien |
| 3      | Genua              | Pisa               | 191 | Learco Guerra  | Königreich Italien |
| 4      | Pisa               | Florenz            | 184 | Giuseppe Olmo  | Königreich Italien |
| 5      | Florenz            | Grosseto           | 193 | Learco Guerra  | Königreich Italien |
| 6      | Grosseto           | Rom                | 212 | Mario Cipriani | Königreich Italien |
| 7      | Rom                | Neapel             | 228 | Gerard Loncke  | Belgien            |
| 8      | Neapel             | Foggia             | 195 | Alfredo Binda  | Königreich Italien |
| 9      | Foggia             | Chieti             | 248 | Alfredo Binda  | Königreich Italien |
| 10     | Chieti             | Ascoli Piceno      | 158 | Alfredo Binda  | Königreich Italien |
| 11     | Ascoli Piceno      | Riccione           | 208 | Fernand Cornez | Frankreich         |
| 12     | Riccione           | Bologna            | 189 | Giuseppe Olmo  | Königreich Italien |
| 13     | Bologna            | Ferrara            | 62  | Alfredo Binda  | Königreich Italien |
| 14     | Ferrara            | Udine              | 242 | Ettore Meini   | Königreich Italien |
| 15     | Udine              | Bassano del Grappa | 213 | Ettore Meini   | Königreich Italien |
| 16     | Bassano del Grappa | Bozen              | 148 | Gerard Loncke  | Belgien            |
| 17     | Bozen              | Mailand            | 284 | Alfredo Binda  | Königreich Italien |

## Gesamtwertung
| \| 1. \| Alfredo Binda \| Königreich Italien \| in 111h01′52″ (30,043 km/h) \| \| 2. \| Jef Demuysere \| Belgien \| 12′34″ zurück \| \| 3. \| Domenico Piemontesi \| Königreich Italien \| 16′31″ zurück \| \| 4. \| Alfredo Bovet \| Königreich Italien \| 19′47″ zurück \| \| 5. \| Allegro Grandi \| Königreich Italien \| 21′33″ zurück \| \| 6. \| Carlo Moretti \| Königreich Italien \| 26′16″ zurück \| \| 7. \| Ludwig Geyer \| Deutsches Reich \| 27′17″ zurück \| \| 8. \| Kurt Stöpel \| Deutsches Reich \| 28′22″ zurück \| \| 9. \| Mario Cipriani \| Königreich Italien \| 30′28″ zurück \| \| 10. \| Camillo Erba \| Königreich Italien \| 30′30″ zurück \| |                     |                    |                             |
| 1. | Alfredo Binda       | Königreich Italien | in 111h01′52″ (30,043 km/h) |
| 2. | Jef Demuysere       | Belgien            | 12′34″ zurück               |
| 3. | Domenico Piemontesi | Königreich Italien | 16′31″ zurück               |
| 4. | Alfredo Bovet       | Königreich Italien | 19′47″ zurück               |
| 5. | Allegro Grandi      | Königreich Italien | 21′33″ zurück               |
| 6. | Carlo Moretti       | Königreich Italien | 26′16″ zurück               |
| 7. | Ludwig Geyer        | Deutsches Reich    | 27′17″ zurück               |
| 8. | Kurt Stöpel         | Deutsches Reich    | 28′22″ zurück               |
| 9. | Mario Cipriani      | Königreich Italien | 30′28″ zurück               |
| 10. | Camillo Erba        | Königreich Italien | 30′30″ zurück               |